# Gabriele Oriali
Gabriele Oriali (* 25. November 1952 in Como, Italien) ist ein ehemaliger italienischer Fußballprofi.
Als Vereinsspieler spielte "die Lunge" 13 Jahre lang für Inter Mailand und gewann mit der Nationalmannschaft 1982 den Weltmeistertitel.

## Vereinskarriere
Der Junge aus Como kam mit 14 Jahren in die Jugendabteilung von Inter Mailand, das damals als eine der besten Vereinsmannschaften Europas galt. 1970 rückte Oriali in die Profimannschaft auf, wo er im Mittelfeld mit Stars wie Sandro Mazzola und Luis Suárez zusammenspielte. Er wurde bereits in seiner ersten Saison Meister, absolvierte aber nur zwei Spiele.
Danach entwickelte er sich zum Stammspieler der "Nerazzurri". Oriali war vielseitig einsetzbar: meist im defensiven Mittelfeld spielend, half er aber auch schon mal als Manndecker oder sogar Libero aus. Er gehörte bald zu den Leistungsträgern bei Internazionale, auch wenn er nicht der schillernde Star oder auffällige Techniker war. Oriali lebte von Zweikampfstärke und seiner Einsatzbereitschaft. Zu seinen Stärken zählte seine Fähigkeit das gegnerische Spiel zu zerstören und dem Spielmacher den Rücken freizuhalten. 1980 konnte Oriali nach neun Jahren endlich wieder einen Scudetto feiern.
Nach 13 Jahren im blau-schwarzen Trikot kehrte Oriali Mailand den Rücken und spielte noch vier Jahre für den AC Florenz, wo er 1987 mit 34 Jahren seine Karriere beendete.

## Karriere im Nationalteam
Nach der Weltmeisterschaft 1978 rückte Oriali in der Nationalmannschaft auf und debütierte am 21. Dezember 1978 im Freundschaftsspiel gegen Spanien (1:0). Nach seinem zweiten Scudetto berief ihn Nationaltrainer Enzo Bearzot in den Kader zur EURO 1980.
Zwei Jahre später war er Teil des Kaders für die WM 1982 in Spanien. Nach zwei schwachen Spielen in der Vorrunde spielte sich Oriali mit dem dritten Spiel gegen Kamerun in die Stammformation, in der er bis zum Finale blieb. Italien besiegte Deutschland mit 3:1 und wurde zum dritten Mal Weltmeister. Sein letztes Spiel für die Squadra Azzurra bestritt er am 29. Mai 1983 gegen Schweden in Göteborg (0:2).

## Anschließende Karriere
Von 1999 bis 2010 war Gabriele Oriali Vorstandsmitglied bei Inter Mailand und als Sportdirektor für die Transfers des Vereins verantwortlich.

## Erfolge
- Italienischer Meister: 1970/71, 1979/80
- Coppa Italia: 1977/78, 1981/82
- Weltmeister: 1982
- Verdienstorden der Italienischen Republik (Komtur) – für den Gewinn der Europameisterschaft 2021[1]